# فيسوكي (أوكروغ خانتي-مانسي)
فيسوكيي (بالروسية: Высокий) هي مدينة في مقاطعة أوكروغ خانتي - مانسي الذاتية في روسيا.
يبلغ عدد سكانها حوالي 8869 نسمة.